# Oldroydella
Oldroydella is een vliegengeslacht uit de familie van de roofvliegen (Asilidae).

## Soorten
- O. costata (Joseph & Parui, 1999)
- O. femorata (Joseph & Parui, 1987)
- O. hamata (Hull, 1956)
- O. josephi (Parui, 1999)
- O. scatophagoides (Walker, 1854)